# ガマール・アブドゥル＝ナーセル (揚陸艦)
ガマール・アブドゥル＝ナーセル (1010)（「ガマル・アブドゥル・ナセル」とも、アラビア語: جمال عبد الناصر、英語: ENS Gamal Abdel Nasser）とは、エジプトの揚陸艦である。
フランスのミストラル級揚陸艦の一隻。ロシア海軍向けに建造され、2014年クリミア危機の影響で2015年に引き渡しが中止となった「ウラジオストク」（ロシア語: Владивосток）をエジプトが購入、エジプト海軍で就役することとなった（後述）。艦名は1952年のエジプト革命を主導し、第2代エジプト大統領となった政治家、ガマール・アブドゥル＝ナーセル（ガマル・アブドゥル・ナセル）に由来する。
本記事では艦名を艦歴に応じて、「ウラジオストク」、「ナセル」のように使い分けることとする。

## 艦歴

### 「ウラジオストク」時代

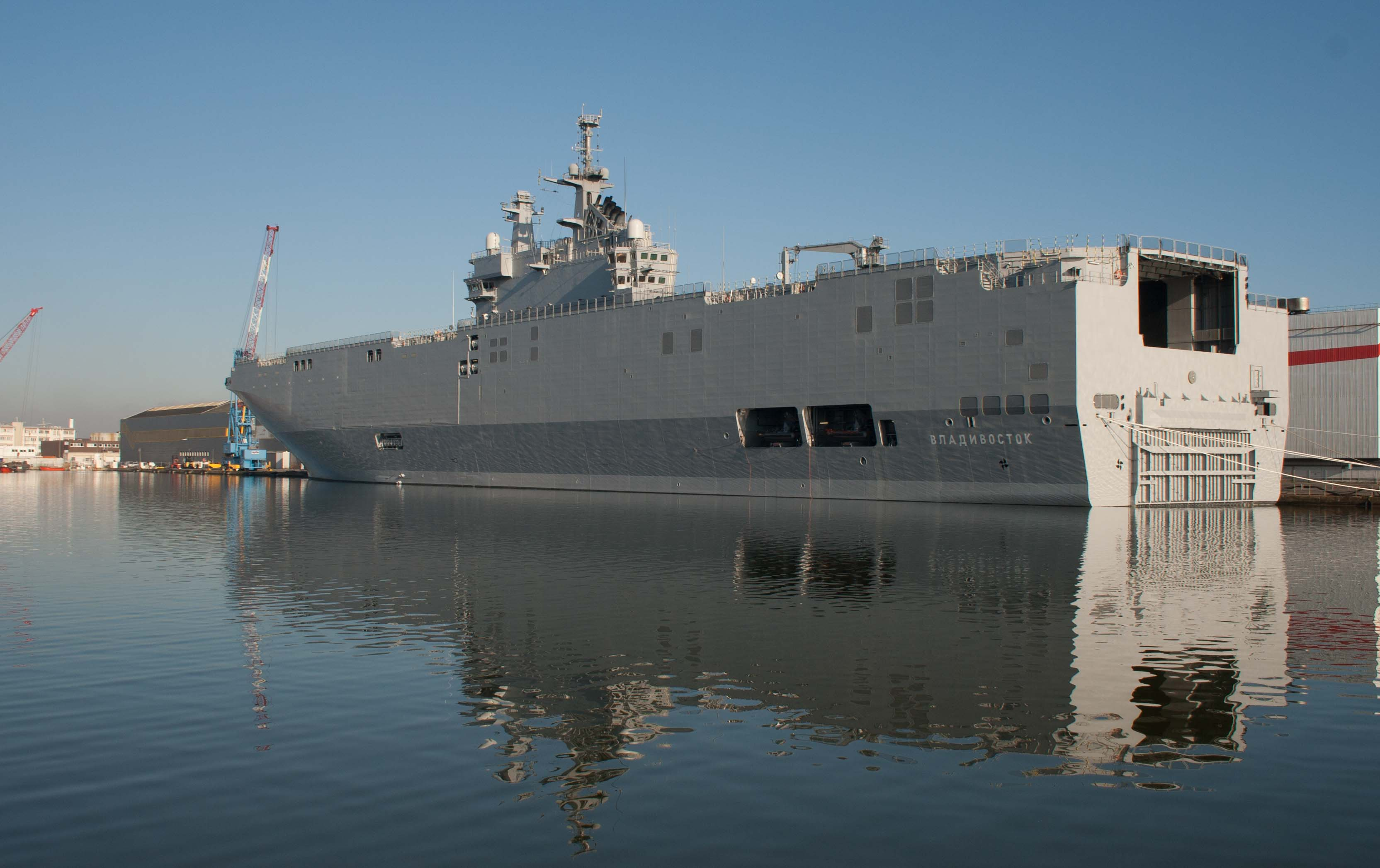
ロシア海軍向け時代の「ウラジオストク」（艦尾に艦名が確認できる）。

「ウラジオストク」は2011年6月、同型艦「セバストポリ」（現「アンワル・アッ＝サーダート」）とともに2015年就役予定で、ロシア政府によって発注され、フランスが工程の6割を、ロシアが4割を担当した。2012年2月1日、フランスのサン＝ナゼールにあるアトランティーク造船所で起工、続いて2012年10月、ロシアのサンクトペテルブルクにあるバルト海造船所でも建造が開始された。建造に当たってはシステムに民生品を流用することで、建造費を抑えることとされた。
フランスにおいて最終組み立てが行われたのち、「ウラジオストク」は2013年10月15日に進水、2014年3月5日には処女航海を行った。
ロシアがフランスとミストラル級強襲揚陸艦を建造・購入することは、第二次大戦以降最大規模となるロシアと西側諸国間での防衛事業であるとされたが、2014年クリミア危機・ウクライナ内戦の影響によりロシアと西側諸国の関係が悪化。他国からの政治的圧力もあり、2014年9月3日、フランスのフランソワ・オランド大統領はロシアへの「ウラジオストク」と「セバストポリ」の引き渡しの一時中止を発表した。
同年9月13日、ウクライナで一時停戦が成立し、「ウラジオストク」と「セバストポリ」の引き渡しも（フランス国防省筋によれば11月中旬に）再開するものと思われたが、11月25日、両艦の引き渡しを無期限延期することが発表された。 ロシアは法的措置も検討に入れてこの決定に抗議したが、2015年8月、フランス・ロシア両政府において「ウラジオストク」と「セバストポリ」の引き渡し中止が正式に決定、フランスはロシアに費用を全額返還することとなった。

### 「ナセル」時代
同年9月23日、フランスとエジプトは「ウラジオストク」と「セバストポリ」をエジプトが9億5000万ユーロ（当時のレートで1,273億円、乗員の訓練コスト含む）で購入することに同意した。2016年1月上旬には支払いを完了した。
「ウラジオストク」は「ガマール・アブドゥル＝ナーセル」に改名され、2016年6月2日、フランスの造船企業であるDCNSによりエジプトへの引き渡しが行われた。アレクサンドリアへ配備されるのに先立ち、「ナセル」はエジプト・フランス海軍の合同演習に参加した。

2016年6月に正式にエジプト海軍に就役した。